# Han Han
Pour les articles homonymes, voir Han.
Han Han (韓寒), né le 23 septembre 1982 à Shanghai, est un écrivain, essayiste, blogueur, réalisateur, scénariste, et pilote sur circuits et de rallyes chinois.

## Biographie
En tant qu'écrivain, il est l'auteur d'une quinzaine d'ouvrages (premier roman: San Chong Men à 17 ans), et anime un blog depuis 2006.
Il refuse le rôle principal d'un film américain en février 2005.
En septembre 2006, il sort son premier album musical (R-18) de chanteur-compositeur.
En tant que pilote, il a participé au rallye d'Australie WRC en 2009, et a obtenu le titre national des rallyes en 2012 (victoire à Zhangye).

## Filmographie
- The Continent (en) (2014) - réalisateur et scénariste
- Jian Bing Man (en) (2015) - acteur
- Duckweed (2017) - réalisateur
- Pegasus (2019) - réalisateur et scénariste

## Œuvres traduites en français
- Les Trois Portes, [« San chong men »], trad. de Guan Jian et Sylvie Schneiter, Paris, Éditions JC Lattès, 2004, 350 p.  (ISBN 978-2-7096-2443-5)
- Blog de Chine, trad. de Hervé Denès, Paris, Éditions Gallimard, coll. « Bleu de Chine », 2012, 416 p.  (ISBN 978-2-07-013763-3)
- 1988,trad. Hélène Arthus, Paris, Éditions Gallimard, coll. « Bleu de Chine », 2013, 237 p.  (ISBN 978-2-07-013752-7)
- Son royaume, traduit du chinois par Stéphane Lévêque, Arles : Éditions Philippe Picquier, 2015

## Palmarès sportif (au 30/11/2013)

### Titres
- Champion de Chine des rallyes en 2012 (sur Subaru Impreza STi du Subaru Rally team);
- Champion de Chine professionnel des voitures de Production en 2007 (sur circuits, catégorie 1,6 L.);
- Vice-champion de Chine des voitures de production en 2005 (circuits, catégorie 1,6 L.).

### Sur circuits (cat.1,6L.)
- 2005 : Course de Zhuhai (championnat de Chine des voitures de production - Shanghai Volkswagen 333 Racing Team) ;
- 2005 : Course de Shaoguan (idem - aussi 2e à Shanghai et 3e à Pékin) ;
  - 2006 : 3e course de Shanghai.

### En rallyes (CRC)
- Rallye de Zhangye: 2012;
  - 2e places: Fogang (2010) et Chenzhou (2013);

### Autres classements en rallyes (groupe N en 2003 et 2004; catégorie1,6L. en 2005, 2006 et 2007)
- 2003: 6e des rallyes de Shangaï et de Pékin (Beijing Extreme Speed Racing Team);
- 2004: 4e du rallye de Chine (Beijing Extreme Speed Racing Team);
- 2005: 4e des rallyes de Shangaï, de Guizhou, de Liupanshui, et de Kunming (Shanghai Volkswagen 333 Racing Team);
- 2006: 2e du rallye de Chine (Shanghai Volkswagen 333 Racing Team);

### Autres participations
- 2004: championnat Asie-Pacifique de Formule BMW (Yunnan Red River Racing Team) (1er à Barein et au Japon, de la Rookie Cup).